# Tenugui

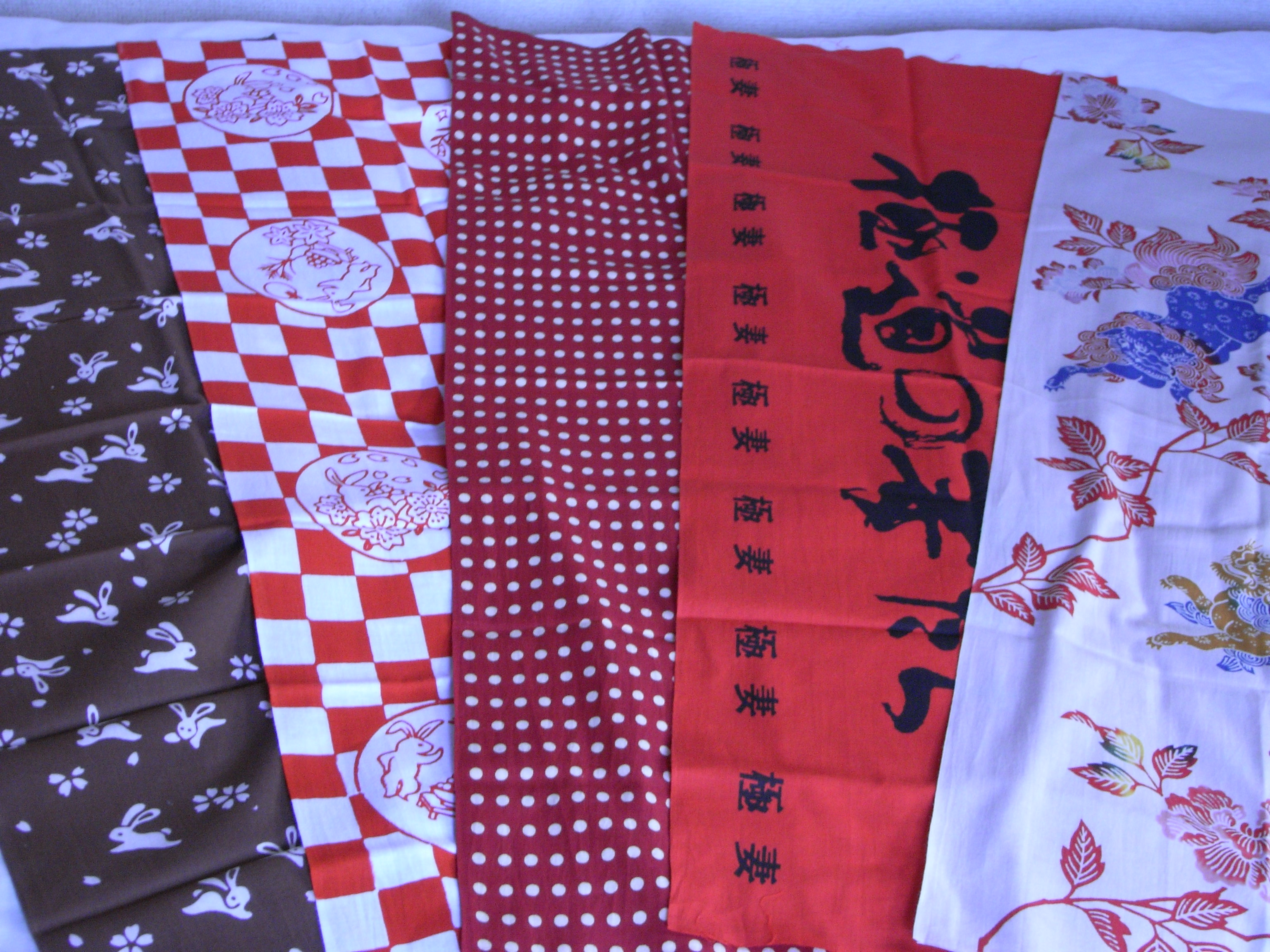
Tenugui's in verschillende patronen

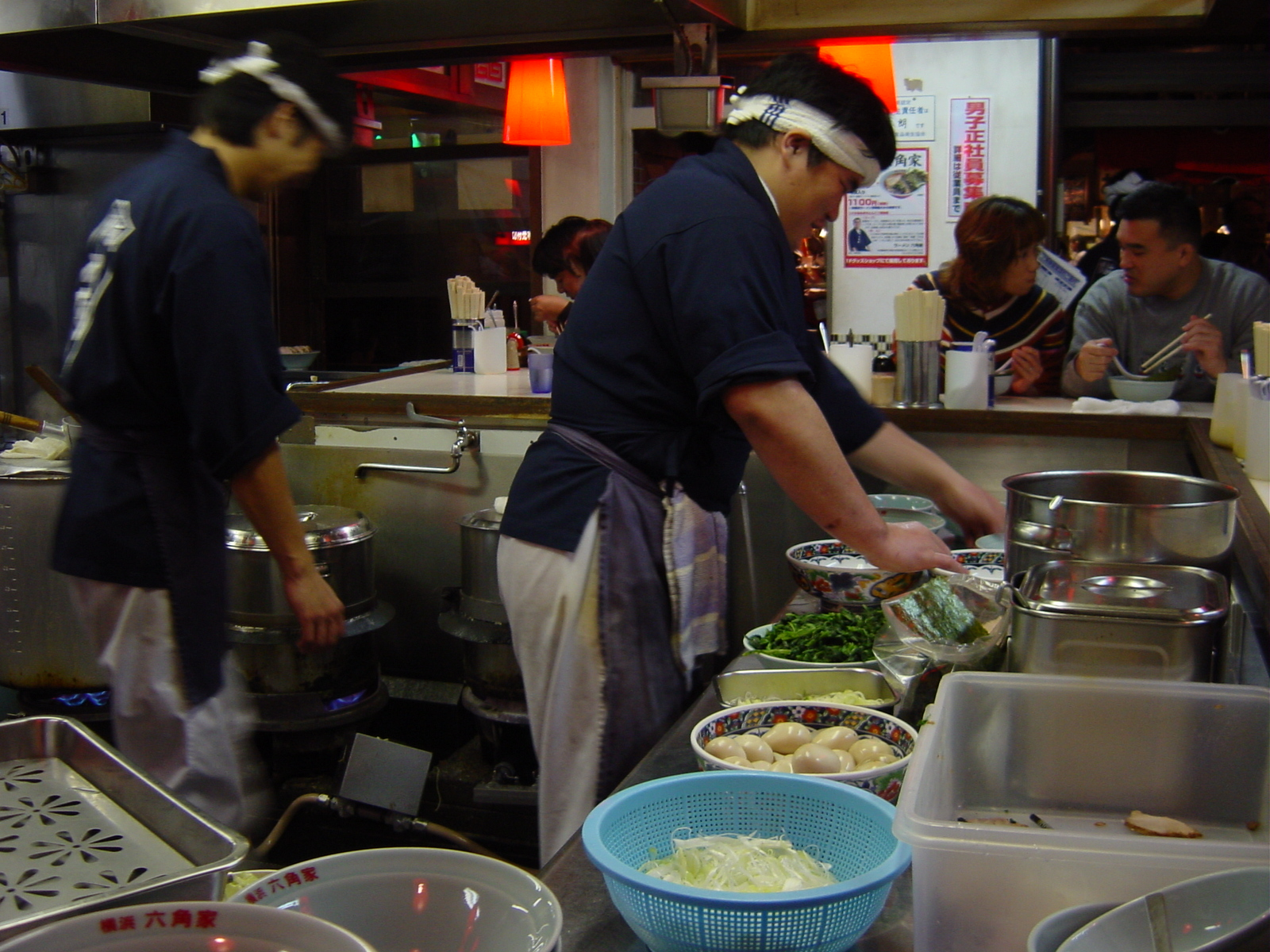
Japanse koks die tenugui's dragen als haarband

Een tenugui (手拭い) is een dunne handdoek of zakdoek uit Japan. Een typische tenugui is gemaakt van katoen in effenbinding zonder boord en meet 35 op 90 centimeter. Vaak is een tenugui in een patroon geverfd.

## Geschiedenis
De tenugui zou ontstaan zijn in de Nara- of Heianperiode als een exclusieve, fijn geweven doek in zijde of hennep. Door innovaties in de textielproductie vanaf de Kamakuraperiode begonnen stofprijzen te dalen. Samoerai droegen de doeken onder hun helmen om zweet op te vangen. Later raakten tenugui's ingeburgerd bij een breed publiek. Ze werden in gebruik genomen als hoofddeksel, riem, beurs en inpakpapier. Uiteindelijk werden tenugui's zo goedkoop dat men er ook mee waste en schoonmaakte. In de tijdens de Edoperiode opkomende onsen gebruikte men ze als badhanddoek. Men begon bovendien meer aandacht te besteden aan de esthetiek. Door nieuwe druktechnieken verkreeg men tenugui's met rijke patronen. Voor artiesten en handelaars werd de tenugui een middel om mee te adverteren. Door de toegenomen vraag in de Meijiperiode bleek de traditionele verfmethode (katazome) onhoudbaar en moest men overschakelen op de chusen-methode.
In de 20e eeuw werd de tenugui vervangen door zakdoeken, dikkere katoenen handdoeken en tissues. Ook als inpakmateriaal werd de tenugui grotendeels vervangen. De laatste jaren genieten tenugui's opnieuw echter enige populariteit als eenvoudige maar veelzijdige gebruiksvoorwerpen, geschenken of decoraties.

## Gebruik
De tenugui kan gebruikt worden als bad- en keukenhanddoek, maar de meeste Japanners zijn hiervoor overgestapt naar dikkere handdoeken, bijvoorbeeld in badstof. Tenugui's blijven populair als bandana, decoratie, souvenir en geschenkverpakking (zie ook furoshiki). In kendo dient de tenugui als haarband. In de traditionele Japanse vertelkunst rakugo animeert de rakugoka al zittend zijn verhaal met uitsluitend een papieren waaier en een tenugui.